# Jack Hyles
Jack Hyles (* 25. September 1926 in Italy, Texas; † 6. Februar 2001 in Chicago, Illinois) war ein US-amerikanischer Baptistenprediger und Vertreter des christlichen Fundamentalismus.

## Leben
Hyles war 1959 der Pastor der First Baptist Church in Hammond. Während seiner Amtszeit als Pastor wuchs die Gemeinde von anfänglich wenigen hundert auf zuletzt mehr als 20.000 Gottesdienstbesucher. Als ein Grund galt seine aggressive Missionstätigkeit, die sogenannte „Bus-Mission“. Dabei ließ Hyles Kinder mit Bussen aus der näheren und weiteren Umgebung abholen und in seine Gemeinde in den Kindergottesdienst bringen.
Ursprünglich gehörte Hyles zur Religionsgemeinschaft der Southern Baptist Convention, wendete sich dann aber der American Baptist Conference zu. Letztlich brach Hyles mit beiden Ausprägungen des US-amerikanischen Baptismus, da ihm beide Religionsgemeinschaften zu wenig fundamentalistisch erschienen. Er wurde einer der führenden Köpfe der Independent Fundamental Baptists. Diese Bewegung vertrat sehr stark christlich-fundamentalistische Ansichten.
Hyles gründete mehrere religiös geprägte Schulen in Hammond und das nach ihm benannte Hyles-Anderson-College.